# 吉野川橋梁 (土讃線)
吉野川橋梁（よしのがわきょうりょう）は、吉野川下流部に架かる鉄道橋で、四国旅客鉄道（JR四国）土讃線を通し、箸蔵駅と佃駅の間に位置する。南岸が徳島県三好市井川町八幡、北岸が同県三好郡東みよし町昼間。にし阿波お勧めビューポイント100選選定。
「吉野川橋りょう」とも表記される。

## 沿革
- 1926年（大正15年） - 着工。
- 1929年（昭和04年） - 完成。

## 橋の概要
- 橋長：571m
- 完成：1929年（昭和4年）

## 周辺
- 小川谷川
- 吉野川橋 (徳島自動車道) - すぐ東側に架かっている橋。